# 半合成
半合成（英語：Semisynthesis）指以从来自于动物、植物或微生物的天然产物为起始原料合成最终产物的化学合成方法。所需原料通常已具备最终产物的基本骨架及其多数官能团，甚至已具备最终产物所需的构型。
例如，抗疟药蒿甲醚是由天然存在的青蒿素半合成而来的。